# Цимашам
Цимашам (енгл. Tsimasham) је град у југозападном Бутану, у џонгхагу Чукха.

## Географија
Цимашам је административни центар џонгхага Чукха. Кроз град пролази магистрални пут који север и главни град Тимбу повезује са југом и Индијом.
У Цимашаму према попису из 2005. године живи 1.233 становника, а према процени из 2010. живи 1.378 људи.